# Elecciones estatales de Oaxaca de 1986
Las elecciones estatales de Oaxaca de 1986 se llevó a cabo el domingo 3 de agosto de 1986, y en ellas se renovarán los siguientes cargos de elección popular en el estado mexicano de Oaxaca:
- Gobernador de Oaxaca. Titular del Poder Ejecutivo del Estado, electo para un período de seis años no reelegibles en ningún caso, el candidato electo fue Heladio Ramírez López.
- 146 Ayuntamientos. Formados por un Presidente Municipal y regidores, electo para un período inmediato de tres años no reelegibles de manera consecutiva.
- Diputados al congreso del Estado. Electo por una mayoría relativa de cada uno de los distritos electorales.

## Resultados Electorales

### Gobernador
- Heladio Ramírez López  Hecho

### Ayuntamiento

#### Ayuntamiento de Oaxaca
- Ildefonso Zorrilla Cuevas  Hecho